# Southern Exposure 2020
Questa voce raccoglie le informazioni riguardanti i Southern Exposure nelle competizioni ufficiali della stagione 2020.

## Stagione
I Southern Exposure partecipano allo NVA Showcase, raggiungendo gli ottavi di finale nel torneo, tenutosi in seguito alla cancellazione del torneo NVA a causa della pandemia di COVID-19 negli Stati Uniti d'America.

## Organigramma societario
Area direttiva
- Presidente: Orlando Catalan

Area tecnica
- Allenatore: Cory Marks

## Rosa
| N° | Nome               | Ruolo | Data di nascita   | Nazionalità sportiva |
| -- | ------------------ | ----- | ----------------- | -------------------- |
| 1  | Tyler Hubbard-Neil | S     | -                 | Stati Uniti          |
| 2  | Edward Moushikhian | S     | 8 luglio 1994     | Stati Uniti          |
| 3  | John Kalugar       | L     | -                 | Stati Uniti          |
| 4  | Kaleb Denmark      | S     | 17 settembre 1996 | Stati Uniti          |
| 6  | Kévin Vaz          | C     | -                 | Francia              |
| 7  | Nicholas Juncaj    | P     | -                 | Stati Uniti          |
| 8  | Timothy Lourich    | C     | 26 luglio 1993    | Stati Uniti          |
| 9  | Relyea Speller     | O     | 15 aprile 1990    | Stati Uniti          |
| 10 | Derek Craig        | S     | -                 | Stati Uniti          |
| 11 | Kevin Rocklein     | S     | -                 | Stati Uniti          |
| 12 | Austen Lovett      | O     | -                 | Stati Uniti          |
| 13 | Nate Camnitz       | P     | -                 | Stati Uniti          |
| 14 | Jakub Ciesla       | S     | -                 | Stati Uniti          |
| 16 | Langston Payne     | C     | 1º aprile 1996    | Stati Uniti          |
| 19 | Will Cornell       | P     | -                 | Stati Uniti          |
| 20 | Joseph Norman      | O     | 25 maggio 1994    | Stati Uniti          |

## Statistiche

### Statistiche di squadra
| Competizione | Punti | In casa | In casa | In casa | In trasferta | In trasferta | In trasferta | Totale | Totale | Totale |
| Competizione | Punti | G       | V       | P       | G            | V            | P            | G      | V      | P      |
| ------------ | ----- | ------- | ------- | ------- | ------------ | ------------ | ------------ | ------ | ------ | ------ |
| NVA Showcase | 0     | 0       | 0       | 0       | 0            | 0            | 0            | 4      | 0      | 4      |
| Totale       | -     | 0       | 0       | 0       | 0            | 0            | 0            | 4      | 0      | 4      |

G = partite giocate; V = partite vinte; P = partite perse